# Cheilosia latrans
Cheilosia latrans är en tvåvingeart som först beskrevs av Walker 1849.  Cheilosia latrans ingår i släktet örtblomflugor, och familjen blomflugor. Inga underarter finns listade i Catalogue of Life.